# Алгама
Алгама́ (устар. Алгома, якут. Алгама) — река в Якутии и Хабаровском крае России, правый приток Гонама, бассейн Алдана и Лены. Название реки происходит из эвенкийского, в котором «алга» означает благословение.
По правому берегу реки проходит железная дорога Улак — Эльга к Эльгинскому месторождению каменного угля. Летом используется для сплавов туристами.

## Основные сведения
Длина реки — 426 км, площадь бассейна — 21 500 км². Берёт начало с северных склонов Станового хребта. Высота истока — 1200 м над уровнем моря. Течёт в северо-восточном направлении по Алданскому нагорью, впадает в Гонам в 3,5 км от места его впадения в Учур. По всей длине имеет черты горной реки, в нижнем течении достигает ширины 100—150 м. Высота устья — 289 м над уровнем моря.
Река принимает 47 притоков длиной более 10 км, основной — река Идюм, впадает справа. В бассейне реки около 1500 озёр, крупнейшим из них является озеро Большое Токо тектонически-ледникового происхождения площадью 85,2 км². Острова на Алгаме редки, в основном встречаются в нижнем течении.
Питание Алгамы дождевое и снеговое. Вскрывается от льда в конце мая, замерзает в конце октября. Среднегодовой расход воды в значительной степени непостоянен и сильно зависит от количества осадков в пределах бассейна. При сильных дождях в летний период уровень воды в реке может подниматься на несколько метров в течение нескольких часов.